# Carré (Bruxelles)
 (mai 2021).
Si vous disposez d'ouvrages ou d'articles de référence ou si vous connaissez des sites web de qualité traitant du thème abordé ici, merci de compléter l'article en donnant les références utiles à sa vérifiabilité et en les liant à la section « Notes et références ».
Un carré est, dans la toponymie de Bruxelles, l'intérieur d'un ilôt urbain dont l'accès se fait par une ruelle étroite bordée de maisons de taille modeste et souvent de jardinets.
La plupart des carrés sont situés à Uccle : Carrés Peeters, Tillens, Pauwels, Stevens, Meert, Cassimans, Sersté, Dewandeleer.
En néerlandais, on parle de blok.